# Deborah Priya Henry
Deborah Priya Henry (21 de julho de 1985), também conhecida como Priya Emmanuel, é uma apresentadora de TV indiana-malaia de ascendência indiana e irlandesa e ex-modelo e titular de concursos de beleza que foi coroada Miss Universo Malásia 2011, porém acabou não chegando às semifinais, este é o 41º ano consecutivo que a Malásia não foi classificada para o concurso Miss Universo. Ela ganhou o Miss Malaysia World 2007 e também também ficou no Top 15 no Miss Mundo 2007.
Henry deixou sua carreira de modelo para defender a vida de crianças refugiadas na Malásia.

## Biografia
Deborah Henry nasceu em Dublin, Irlanda e cresceu em Kuala Lumpur, Malásia. Seu pai é indiano-malaio e ela é descendente de irlandeses por parte mãe.
Henry passou seus anos de escola secundária na Sayfol International School. Ela se destacou particularmente no basquete e no vôlei na escola e ganhou uma medalha de ouro no atletismo das Escolas Internacionais de Kuala Lumpur, além de receber um troféu de "Desportista do Ano" de sua escola por suas conquistas.
Deborah começou a modelar aos 15 anos e três anos depois modelou em Londres por sete meses. Ela apareceu no videoclipe "Itu Kamu", da banda de rock malaia Estranged.
Henry detém um Bacharelado em Artes e graduação em Ciência Política e Economia pela University of Queensland, em Brisbane, Austrália. Seus focos são a defesa dos direitos humanos e o desenvolvimento sustentável com o objetivo, a longo prazo, de erradicar a pobreza.

## Carreira

### Modelagem
Deborah começou a modelar aos 15 anos, como modelo de passarela e de revista em Kuala Lumpur. Ela se mudou para Londres em 2003. Ela fez um pausa da modelagem em 2004 para continuar seus estudos em Brisbane. Ela voltou para a Malásia em 2007 e participou do Miss Malásia 2007. Henry apareceu em capas da Elle India, Harper's Bazaar Malaysia, Marie Claire Malaysia e muitas outras. Também foi destaque na Vogue Índia.
Deborah é o rosto da Malaysian International Fashion Alliance (MIFA) 2011.

### Concursos de beleza

#### Miss Mundo 2007
Henry ganhou o Miss Malásia 2007 e representou seu país no Miss Mundo 2007. Ela é notável por ter ficado no Top 15, a colocação mais alta que uma mulher da Malásia alcançou desde Lina Teoh em 1998.

#### Miss Universo 2011
Deborah, que tem 1.78 m (5 ft 10 in), competiu no concurso nacional de beleza de seu país, Miss Universo Malásia, realizado em 27 de janeiro de 2011 em Kuala Lumpur, onde se tornou a eventual ganhadora do título, recebendo o direito de representar sua nação no Miss Universo 2011, entretanto, ela não se classificou para as semifinais.

### Programa de TV
Henry também foi uma das três apresentadores de Bella, um talk show estilo revista. Ela apresentou o programa ao lado de Daphne Iking e Elaine Daly.

### Atuação
Deborah fez parte do elenco de The Malay Chronicles: Bloodlines, um filme da Malásia lançado em 10 de março de 2011.

### Campanha de produtos
Em março de 2017, Henry lançou uma linha de roupas prêt-à-porter chamada Deborah Henry x FashionValet: Laidback Luxe. Una collab com a Fashion Valet, a linha apresenta roupas destinadas a viajantes da moda.

## Trabalho humanitário
Deborah co-fundou a Fugee School, uma organização de caridade sem fins lucrativos que oferece educação básica para crianças refugiadas da Somália. Até o momento, a escola já educou mais de 250 alunos e atualmente atende 130 alunos de quatro a 22 anos de idade. Henry também é defensora dos direitos das crianças na World Vision, uma organização cristã de auxílio, desenvolvimento e advocacia. Ela também é porta-voz do projeto The Pink Project PSA 2010, da revista Harper's Bazaar. Deborah tornou-se embaixadora da Campanha Yes, I Can, uma campanha educacional, de conscientização e defesa para a prevenção de gravidez não planejada e indesejada na Malásia.
Em 2013, Henry foi incluída na lista da Forbes dos principais filantropos asiáticos por sua contribuição em "ajudar os muitos refugiados da Somália (devastada pela guerra) que encontraram o caminho para a Malásia".
Em 2016, no mês sagrado do Ramadã, Deborah lançou uma campanha de arrecadação de fundos pessoal, apoiada pela World Vision Malaysia, para arrecadar dinheiro para cidadãos sírios desalojados que buscam refúgio no Líbano.
Em 2018 Henry se tornou uma das celebridades apoiadoras da Red Ribbon, da Malaysian AIDS Foundation, juntando-se a nomes como Datuk Aaron Aziz, Bob Yusof, Dayang Nurfaizah, Joey G e Fahrin Ahmad a fim de espalhar pela Malásia a conscientização sobre sexo seguro. Ela também foi apresentadora do Tun Dr Siti Hasmah Award Gala Dinner 2018 ao lado de Fahrin Ahmad.

## Vida pessoal
Henry se casou com o empresário malaio, Dr Rajiv Bhanot, em 27 de fevereiro de 2017 em uma cerimônia realizada em Udaipur, na Índia. Eles se conheceram quando Henry tinha dezesseis anos.